# Леонски језик
Леонски језик је романски језик који припада астурлеонској групи заједно са астуријанским и мирандским језицима, који припадају групи иберороманских језика насталих директно из латинског. Данас леонским језиком говори око 25.000 људи углавном у Провинцији Леон, поерд неких мањих зона на западу Заморе, и у оријенталној зони Брагансе у Португалу. Мирандски језик који се говори у Португалији, сматра се варијантом астурлеонског језика, а екстремадурски се сматра кодијалектом леонског језика.